# Oreopanax
- Commons
- Wikispecies

Oreopanax é um género botânico pertencente à família Araliaceae.

## Espécies
- Oreopanax acerifolius (Willd. ex Schult.) Seem.
- Oreopanax albanensis Cuatrec.
- Oreopanax allocophyllus Harms
- Oreopanax anchicayanus Cuatrec.
- Oreopanax andreanus Marchal
- Oreopanax angularis (Willd. ex Schult.) Seem.
- Oreopanax anomalus M.J.Cannon & Cannon
- Oreopanax apurimacensis Harms
- Oreopanax aquifolius Harms
- Oreopanax arcanus A.C.Sm.
- Oreopanax argentatus (Kunth) Decne. & Planch.
- Oreopanax artocarpoides Standl.
- Oreopanax atopanthus Harms
- Oreopanax avicenniifolius (Kunth) Decne. & Planch.
- Oreopanax bogotensis Cuatrec.
- Oreopanax boliviensis Seem.
- Oreopanax brachystachyus Decne. & Planch. ex Seem.
- Oreopanax brunneus Decne. & Planch. ex Harms
- Oreopanax bullosus Decne. & Planch. ex Harms
- Oreopanax candamoanus Harms
- Oreopanax capitatus (Jacq.) Decne. & Planch.
- Oreopanax catalpifolius (Willd. ex Schult.) Decne. & Planch.
- Oreopanax cecropifolius Cuatrec.
- Oreopanax cheirophyllus (Spreng.) Seem.
- Oreopanax cissoides Harms
- Oreopanax compactus M.J.Cannon & Cannon
- Oreopanax confusus Marchal
- Oreopanax corazonensis Harms
- Oreopanax coriaceus Decne. & Planch. ex Harms
- Oreopanax costaricensis Marchal
- Oreopanax crassinervius (Kunth) Decne. & Planch.
- Oreopanax crataegodorus Harms
- Oreopanax cumanensis (Kunth) Decne. & Planch.
- Oreopanax cuspidatus Harms
- Oreopanax cyclophyllus Harms
- Oreopanax dactylifolius T.Moore
- Oreopanax deinocephalus Harms
- Oreopanax diguensis Cuatrec.
- Oreopanax discolor (Kunth) Decne. & Planch.
- Oreopanax divulsus Marchal
- Oreopanax donnell-smithii Standl.
- Oreopanax duquei Harms
- Oreopanax dussii Krug & Urb. ex Duss
- Oreopanax echinops (Schltdl. & Cham.) Decne. & Planch.
- Oreopanax ecuadoriensis Seem.
- Oreopanax ellsworthii Cuatrec.
- Oreopanax epificus Cuatrec.
- Oreopanax epremesnilianus (André) André
- Oreopanax eriocephalus Harms
- Oreopanax farallonensis Cuatrec.
- Oreopanax flaccidus Marchal
- Oreopanax fontqueranus Cuatrec.
- Oreopanax fulvus Marchal
- Oreopanax gargantae Cuatrec.
- Oreopanax geminatus Marchal
- Oreopanax glabrifolius Cuatrec.
- Oreopanax gnaphalocephalus Harms
- Oreopanax grandifolius Borchs.
- Oreopanax guatemalensis (Lem. ex Bosse) Decne. & Planch.
- Oreopanax hederaceus Cuatrec.
- Oreopanax hedraeostrobilus Harms
- Oreopanax herzogii Harms
- Oreopanax humboldtianus (Willd. ex Schult.) Decne. & Planch.
- Oreopanax hypargyreus Decne. & Planch. ex Harms
- Oreopanax ilicifolius Marchal
- Oreopanax impolitus Borchs.
- Oreopanax incisus (Willd. ex Schult.) Decne. & Planch.
- Oreopanax integrifolius Cuatrec.
- Oreopanax iodophyllus Harms
- Oreopanax ischnolobus Harms
- Oreopanax jahnii Harms 	Synonym 	H 	WCSP 	2012-03-23
- Oreopanax jatrophifolius (Kunth) Decne. & Planch.
- Oreopanax jelskii Szyszyl.
- Oreopanax killipii Harms
- Oreopanax klugii Harms
- Oreopanax kuntzei Harms ex Kuntze
- Oreopanax lawrancei Harms
- Oreopanax lechleri Seem.
- Oreopanax lehmannii Harms
- Oreopanax lempirianus Hazlett
- Oreopanax liebmannii Marchal
- Oreopanax lindenii Decne. & Planch. ex Harms
- Oreopanax macleanii Seem.
- Oreopanax macrocephalus Decne. & Planch. ex Wedd.
- Oreopanax mathewsii Seem.
- Oreopanax membranaceus Rusby
- Oreopanax microflorus Borchs.
- Oreopanax mutisianus (Kunth) Decne. & Planch.
- Oreopanax nicaraguensis M.J.Cannon & Cannon
- Oreopanax niger Cuatrec.
- Oreopanax nubigenus Standl.
- Oreopanax nymphaeifolius (Hibberd) Decne. & Planch. ex G.Nicholson
- Oreopanax obscurus Borchs.
- Oreopanax obtusilobus (Willd. ex Schult.) Decne. & Planch.
- Oreopanax oerstedianus Marchal
- Oreopanax oligocarpus J.D.Sm. 	Synonym 	H 	WCSP 	2012-03-23
- Oreopanax oroyanus Harms
- Oreopanax pachycephalus Planch. & Linden ex Seem.
- Oreopanax palamophyllus Harms
- Oreopanax pallidus Cuatrec.
- Oreopanax paramicola J.F.Morales & Idarraga
- Oreopanax pariahuancae Harms
- Oreopanax parviflorus Cuatrec.
- Oreopanax pavonii Seem.
- Oreopanax peltatus Linden ex Regel
- Oreopanax pentlandianus Decne. & Planch. ex Wedd.
- Oreopanax pes-ursi Cuatrec.
- Oreopanax platanifolius (Willd. ex Schult.) Decne. & Planch.
- Oreopanax platyphyllus Marchal
- Oreopanax polycephalus Harms
- Oreopanax pycnocarpus Donn.Sm.
- Oreopanax raimondii Harms
- Oreopanax ramosissimus A.C.Sm.
- Oreopanax reticulatus (Willd. ex Schult.) Decne. & Planch.
- Oreopanax ripicolus L.O.Williams
- Oreopanax robustus Borchs.
- Oreopanax rosei Harms
- Oreopanax ruizanus Cuatrec.
- Oreopanax ruizii Decne. & Planch. ex Harms
- Oreopanax rusbyi Britton
- Oreopanax salvinii Hemsl.
- Oreopanax sanderianus Hemsl.
- Oreopanax sandianus Harms
- Oreopanax santanderianus Harms
- Oreopanax schultzei Harms
- Oreopanax sectifolius Cuatrec.
- Oreopanax seemannianus Marchal
- Oreopanax sessiliflorus (Benth.) Decne. & Planch.
- Oreopanax simplicifolius Schröt.
- Oreopanax spathulatus M.J.Cannon & Cannon
- Oreopanax standleyi A.C.Sm.
- Oreopanax steinbachianus Harms
- Oreopanax stenodactylus Harms
- Oreopanax stenophyllus Harms
- Oreopanax steyermarkii A.C.Sm.
- Oreopanax striatus M.J.Cannon & Cannon
- Oreopanax sucrensis Cuatrec.
- Oreopanax superoerstedianus M.J.Cannon & Cannon
- Oreopanax thaumasiophyllus Harms
- Oreopanax tolimanus Harms
- Oreopanax trianae Decne. & Planch. ex Harms
- Oreopanax trifidus Borchs.
- Oreopanax trollii Harms
- Oreopanax turbacensis (Kunth) Decne. & Planch.
- Oreopanax urubambanus Harms
- Oreopanax velutinus Cuatrec.
- Oreopanax venezuelensis Steyerm.
- Oreopanax vestitus A.C.Sm.
- Oreopanax weberbaueri Harms
- Oreopanax williamsii Harms
- Oreopanax xalapensis (Kunth) Decne. & Planch.